# Powiat Bełchatowski
Der Powiat Bełchatowski ist ein Powiat (Kreis) der Woiwodschaft Łódź in Polen. Der Powiat hat eine Fläche von 969,21 km², auf der 113.000 Einwohner leben.

## Gemeinden
Der Powiat umfasst acht Gemeinden, davon eine Stadtgemeinde, eine Stadt-und-Land-Gemeinde und sechs Landgemeinden.

### Stadtgemeinde
- Bełchatów

### Stadt-und-Land-Gemeinde
- Zelów

### Landgemeinden
- Bełchatów
- Drużbice
- Kleszczów
- Kluki
- Rusiec
- Szczerców

## Partnerschaften
Der Powiat Bełchatowski pflegt seit 2003 Beziehungen zum deutschen Landkreis Berchtesgadener Land in Oberbayern, am 13. September 2007 wurde die offizielle Partnerschaftsvereinbarung unterzeichnet.

## Naturdenkmale
Zigeunereiche